# Suvainiškis
Suvainiškis è una città del distretto di Rokiškis della contea di Panevėžys, nel nord-est della Lituania e al confine con la Lettonia (come visibile in galleria d’immagini). Secondo un censimento del 2011, la popolazione ammonta a 175 abitanti.

## Storia
Situata a sud del torrente Nereta (affluente orientale del Nemunėlis), è stata sempre circondata dal verde.
Suvainiškis è menzionata per la prima volta in atti ufficiali nel 1612. La chiesa più importante, dedicata a San Giacobbe è del 1863. Storicamente, la regione è considerata parte della Curlandia. Durante la prima guerra mondiale, fu costruita nel 1916 la ferrovia a scartamento ridotto di Suvainiškis-Skapiškis, poi chiusa nel 1960.
Nel periodo tra le due guerre l’insediamento era indicato col nome di Suveiniškis o Suvainiškiai.  L'edificio doganale che separava (e separa tuttora, anche se inattivo) Lituania e Lettonia è sopravvissuto a entrambe le guerre mondiali. Il piano urbanistico si è sviluppato radialmente, costituendo cioè diversi quadrati. I cavalli lituani, protagonisti di diverse gare d’ippica in patria (celebre è ad esempio quella sul lago ghiacciato Sartai) esportati verso la Lettonia passavano da qui.
Negli anni della RSS Lituana, divenne sede di fattorie collettive oltre che di una farmacia, biblioteca e centro culturale.

## Galleria d’immagini

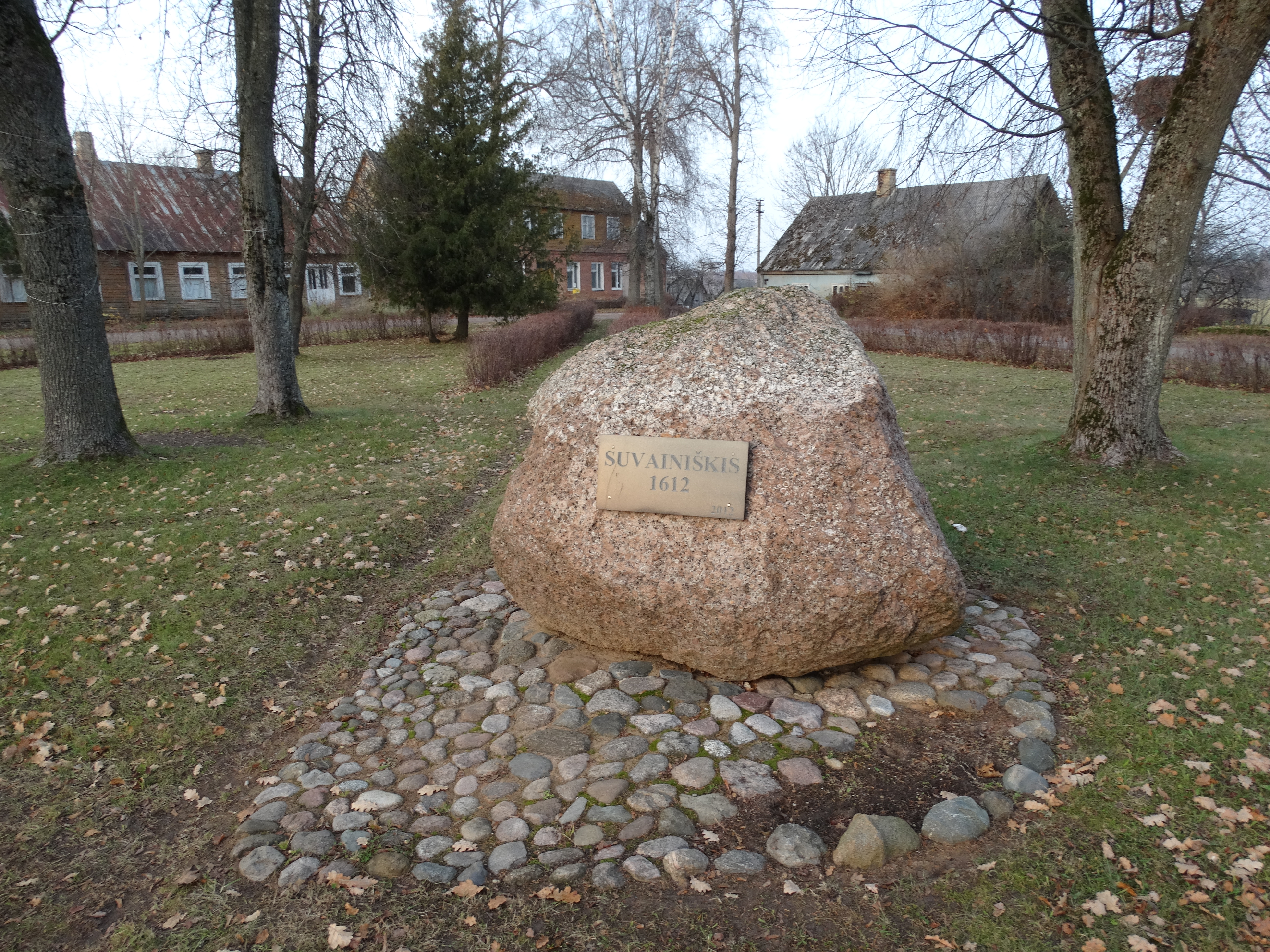
Commemorazione della fondazione dell’insediamento (1612)
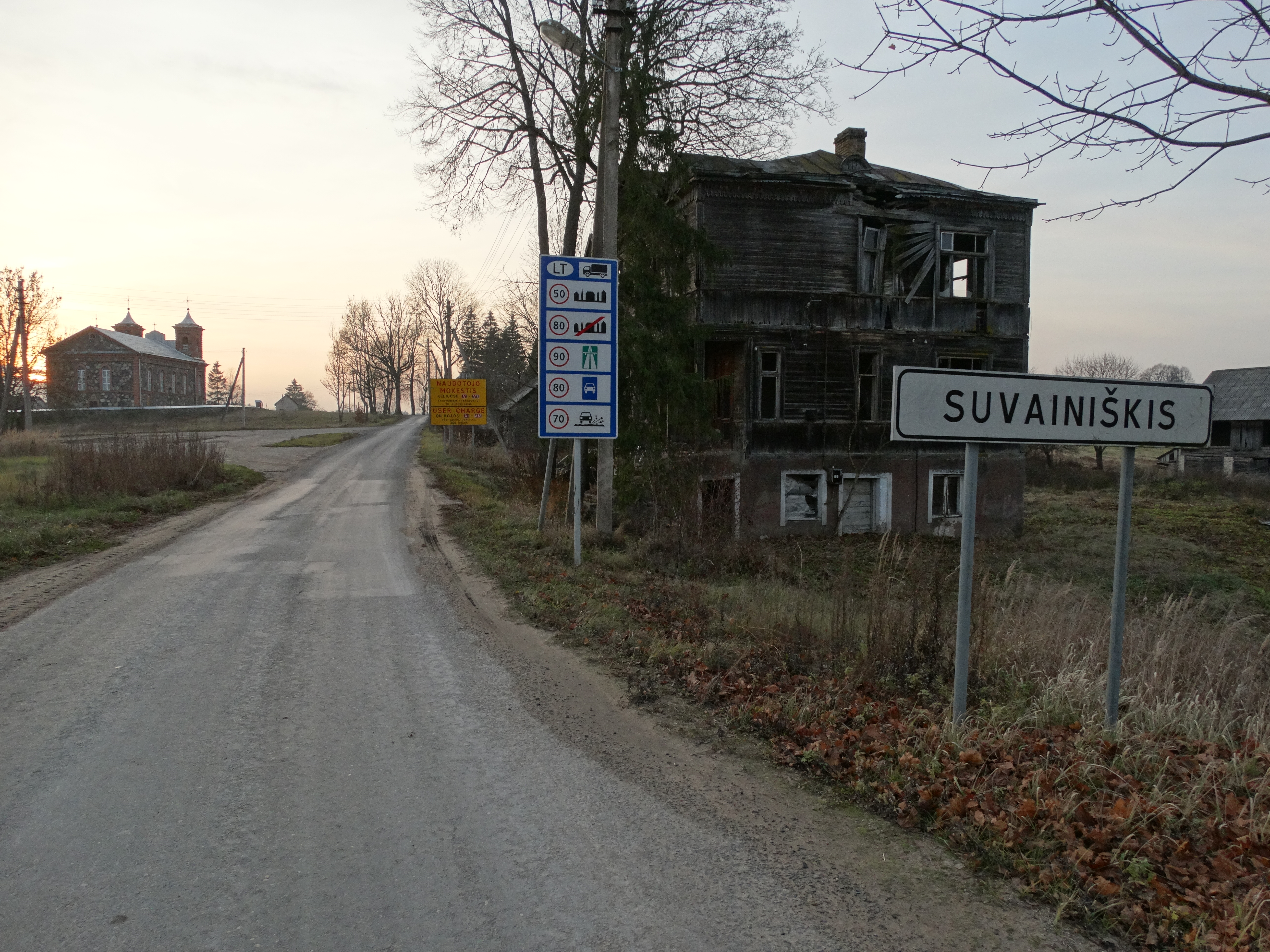
Confine di Stato visto dalla Lettonia. Sul lato destro, l'ex edificio doganale operante nel XX secolo ed ora dismesso
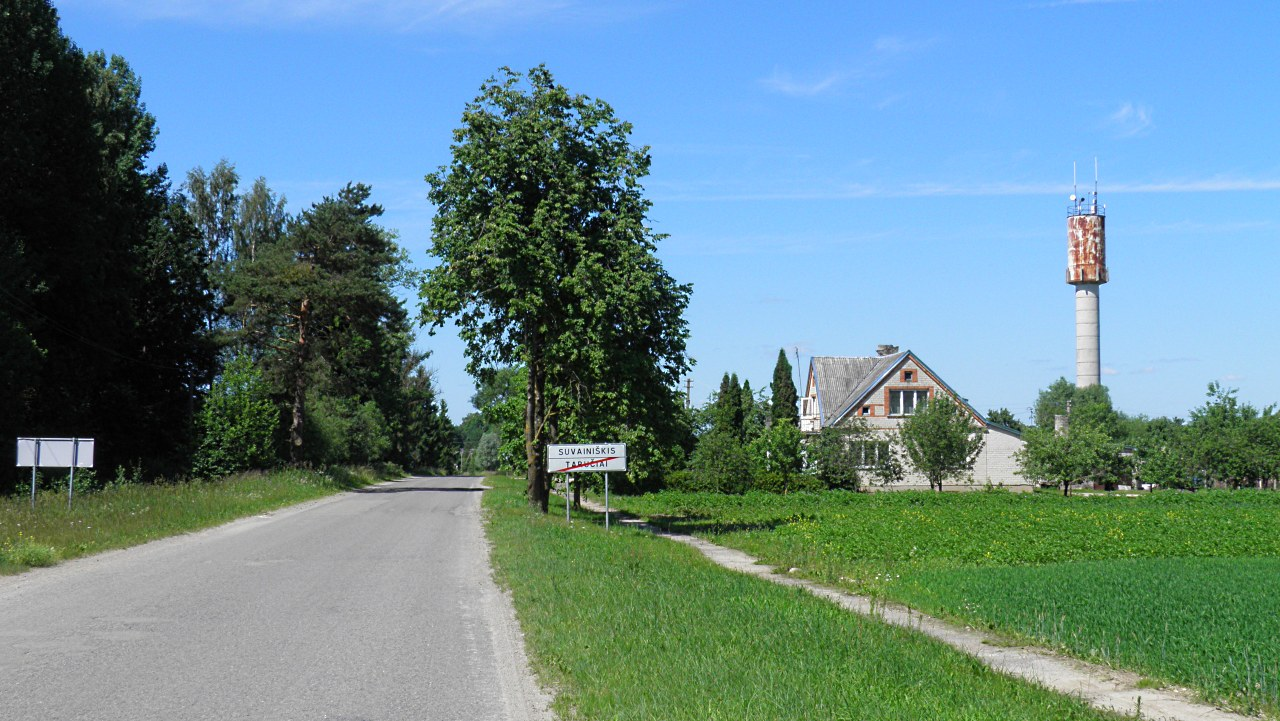
Ingresso da Taručiai
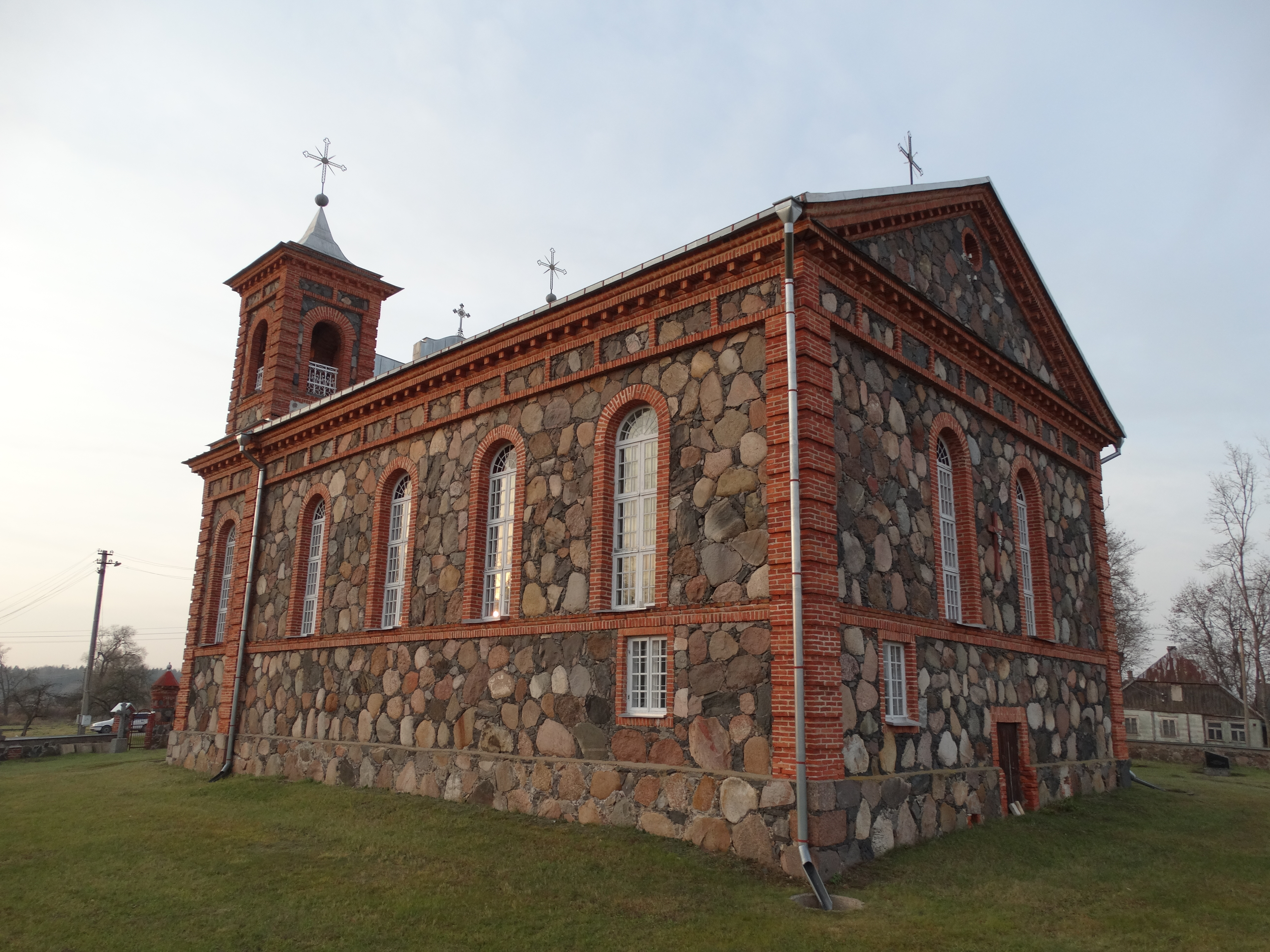
Chiesa cattolica di Suvainiškis